# Christopher McCandless
Christopher Johnson McCandless, známý rovněž pod svou přezdívkou Alexander Supertramp, (12. února 1968 El Segundo, Kalifornie – srpen 1992 Stampede Trail, Aljaška) byl americký dobrodruh a tulák. McCandless je hlavní postavou knihy Útěk do divočiny, kterou napsal horolezec a spisovatel Jon Krakauer. Tato kniha posloužila jako námět pro stejnojmenný film.
V květnu 1990 dokončil McCandless studium na Emory University. Následně daroval většinu svých úspor charitě a vydal se na cestu po Spojených státech amerických, kterou završil v dubnu 1992, dosažením Aljašky autostopem. Tam se s minimem zásob vydal na starou důlní stezku známou jako Stampede Trail, kde chtěl žít pouze z přírody. Na východním břehu řeky Sushana našel opuštěný autobus číslo 142, který použil jako úkryt, ve kterém nakonec zemřel. V září 1992 bylo objeveno jeho rozkládající se tělo, vážící pouze 30 kilogramů. Oficiálním důvodem smrti bylo stanoveno zemření hladem, přesná příčina smrti ale zůstává dodnes předmětem debat.
V lednu 1993 o něm publikoval Jon Krakauer článek v časopise Outside. Inspirován jeho příběhem napsal v roce 1996 životopisnou knihu Útěk do divočiny.